# Ixiar Rozas Elizalde
Ixiar Rozas Elizalde (Lasarte-Oria, Guipúzcoa, 19 de enero de 1972) es una escritora, doctora en Bellas Artes, investigadora de artes escénicas y docente. 

## Biografía
Ixiar Rozas Elizalde nació en Lasarte-Oria (Guipúzcoa) en 1972. Es Licenciada en Ciencias de la Información por la Universidad de Navarra. Realizó un máster de guion en la Universidad Autónoma de Barcelona y el máster en Contemporary Arts Practice and Dissemination (University of Fallmouth, Universitat de Girona, L´animal a l´esquena). Es doctora en Bellas Artes por la Universidad del País Vasco con un tesis sobre prácticas escénicas contemporáneas. Escribe narrativa, poesía, textos para piezas escénicas y textos críticos, materiales que se han publicado en varios países e idiomas (México, Italia, Reino Unido, USA, Portugal, Eslovenia y Rusia). Es profesora de educación artística en MU-Universidad de Mondragón. Es miembro de ARTEA, práctica e investigación artística y del comité editorial internacional de MASKA Performing Arts Journal (Ljlbljana, Eslovenia). Forma parte del equipo de AZALA (Lasierra, Álava).

## Trayectoria
En 1998 publicó un cuento (Bataioa), dentro de la recopilación 9808 Narrazioak, editada por el diario Euskaldunon Egunkaria. En el 2000 publicó la novela Edo zu edo ni (Edit. Erein), gracias a una beca de creación literaria concedida por la Diputación de Guipúzcoa. En el 2001 Rozas ganó el Premio Ernestina de Champourcin de poesía, instituido por la Diputación de Álava, por el trabajo Patio bat bi itsasoen artean. Ese mismo año ganó el Premio Ciudad de San Sebastián de cuentos, gracias a un relato (titulado Korronteak). En el año 2001 publicó la narración Yako (Erein), en una colección para lectores de más de diez años. Otros dos de sus trabajos publicados en 2001 son Patio bat bi itsasoen artean (Diputación Foral de Álava) y Korronteak (Kutxa). En 2002 publicó Yako eta Haizea de la mano de la editorial Erein. Dos años más tarde vieron la luz Yako eta lurra (Erein) y Gau bakar bat/Una sola noche (Hiru). En 2006 publica Negutegia (Editorial Pamiela).
Ha sido cofundadora y codirectora artística de Periferiak junto a Dario Malventi, encuentros entre pensamiento crítico y prácticas artísticas celebrados en Italia y el País Vasco (2002-2007). En este contexto coedita Begiradak. Miradas y memorias desde el margen. Glances and memories from the fringes (KMK- Periferike, 2005) y realizó las vídeocreaciones Humano caracol, una serie archivos micropoéticos dedicados a creadores contemporáneos (2006-2011).
Ha participado en proyectos internacionales como Sites of Imagination con la pieza escénica y la publicación 4 itinerarios y otras fotos (2007).
Organiza y coorganiza encuentros como En la REsonancia (2011), Arrakalatuta (2015), Proklama (2014-2019).

## Obras

### Narración
- Korronteak (Kutxa, 2001)
- Sartu, korrontea dabil (Erein, 2001)

### Novela
- Edo zu edo ni (Erein, 2000)
- Negutegia (Pamiela, 2006)
- Invernario (traducción al castellano de Negutegia, Itaca México DF, 2009)

### Poesía
- Patio bat bi itsasoen artean (Diputación Foral de Álava, 2001)
- Unisonoa (Pamiela, 2020)

### Literatura infantil y juvenil
- Yako eta lurra (Erein, 2004)
- Yako eta haizea (Erein, 2002)
- Yako (Erein, 2001)
- Bataioa, 1998

### Teatro
- Gau bakar bat (Editorial Hiru, 2004)

### Videocreaciones
- Humano Caracol (1). El viaje de Sevgi (Catálogo Hamaca, 2007)[5]
- Humano Caracol (2). El viaje de Dionisio (Catálogo Hamaca, 2007)[6]
- Humano Caracol (3). Steve Paxton (Catálogo Hamaca, 2009)[7]

### Edición
- Begiradak. Glances and memories from the fringes (2005)
- 4 itinerarios y otras fotos (2009)
- Errekan (2014)

### Ensayo
- Ejercicios de ocupación: Afectos, vida y trabajo (Ediciones Polígrafa, 2015) con Quim Pujol[8]
- "Sonar la voz. 9 ensayos y 9 partituras" (Consonni (enlace roto disponible en Internet Archive; véase el historial, la primera versión y la última)., 2022)

### Ensayo poético
- Beltzuria (2014)
- Beltzuria (Publicado en castellano por la editorial Enclave, Madrid, 2017)

### Piezas sonoras
- 20.20 (Observatorio de la Escucha, con María Salgado, 2017)
- Unisonoa (Bandcamp, 2020)

## Premios y reconocimientos
- 2001, Premio Ernestina de Champourcin de poesía (Diputación Foral de Álava).[3]
- 2001, Premio Ciudad de San Sebastián de cuentos.[3]

## Trayectoria internacional
- 2017— Feria del Libro de Gotemburgo, Suecia. 28 de septiembre a 1 de octubre de 2017.[9]